# I'm Your Baby Tonight (singolo)
I'm Your Baby Tonight è il singolo traino e la title track del terzo album in studio di Whitney Houston, I'm Your Baby Tonight.
Dopo essere stata criticata per essere diventata troppo "pop", l'Arista Records commissionò il nuovo lavoro della Houston al team L.A. Reid & Babyface, affinché fosse più innovativo e più nello stile "urban".

## Tracce
1. I'm Your Baby Tonight – 4:13
2. I'm Knockin' – 4:04

## Classifiche
| Year | Single                  | Chart                                        | Position |
| ---- | ----------------------- | -------------------------------------------- | -------- |
| 1990 | "I'm Your Baby Tonight" | Billboard Hot 100                            | 1        |
| 1990 | "I'm Your Baby Tonight" | Billboard Hot 100 Singles Sales              | 3        |
| 1990 | "I'm Your Baby Tonight" | Billboard Hot 100 Airplay                    | 1        |
| 1990 | "I'm Your Baby Tonight" | Billboard Hot R&B/Hip-Hop Singles & Tracks   | 1        |
| 1990 | "I'm Your Baby Tonight" | Billboard Hot Dance Music/Maxi-Singles Sales | 13       |
| 1990 | "I'm Your Baby Tonight" | Billboard Hot Dance Club Play                | 17       |
| 1990 | "I'm Your Baby Tonight" | Billboard Adult Contemporary                 | 7        |
| 1990 | "I'm Your Baby Tonight" | UK Singles Chart                             | 5        |
| 1990 | "I'm Your Baby Tonight" | Australian Singles Chart                     | 7        |
| 1990 | "I'm Your Baby Tonight" | Germany Singles Chart                        | 5        |
| 1990 | "I'm Your Baby Tonight" | Italy Top Singles                            | 1        |
| 1990 | "I'm Your Baby Tonight" | Sweden Top 60 Singles                        | 4        |
| 1990 | "I'm Your Baby Tonight" | France Singles Chart                         | 4        |

### Classifiche di fine anno
| Classifica (1990) | Posizione |
| ----------------- | --------- |
| Italia            | 9         |